# 聚丙烯
聚丙烯（簡稱）是一种半结晶的热塑性塑膠。具有较高的耐冲击性，机械性质强韧，抗多种有机溶剂和酸碱腐蚀。在工业界有广泛的應用，包括包裝材料和標籤，紡織品（例如:繩、保暖內衣和地毯）、文具、塑膠部件和各種類型的可重複使用的容器、實驗室中使用的熱塑性聚合物設備、揚聲器、汽車部件和聚合物紙幣，是常见的高分子材料之一。在2013年，聚丙烯全球市場約五千五百万吨。英国、澳大利亚和加拿大的塑膠钱币也使用聚丙烯制作。

## 结构

聚丙烯结构示意图

聚丙烯乃由一個碳原子加三個氫原子來组成基本分子單元；並以重復方式來呈現。
此分子模型乃由碳原子形成主鏈，每一個碳原子皆再有三個支鏈；每個支鏈則各連結一個氫原子。

## 性质
聚丙烯的结构和聚乙烯接近，因此很多性能也和聚乙烯类似，特別是在溶液中的反应和電性能。由于其存在一个甲基侧链，可以改善機械性能和耐熱性，但是聚丙烯更易在紫外线和热能作用下被氧化降解，耐化學性降低。
耐热且化学稳定性比较高。本质上和高密度聚乙烯接近，结晶度比高密度聚乙烯略低，所以一般呈现半透明的状态，而硬度与高密度聚乙烯差不太多。
聚丙烯的特性取決於分子量和分子量分佈，結晶度，類型和共聚單體（如果使用的話）的比例和等規度。

### 機械性質
聚丙烯的密度在0.895和0.92克/立方厘米之間。因此，聚丙烯是商品化塑料中具有最低密度的高分子材料，可以製造具有較低重量和一定質量的塑料。不像聚乙烯，結晶和無定形區域在它們的密度僅略有不同。然而，聚乙烯的密度可顯著與填料變化。
聚丙烯的楊氏模量（Young's modulus）介於1300 至 1800 N/mm²之間。
聚丙烯通常是堅韌而有彈性，尤其是與乙烯共聚時，這使得聚丙烯被用作工程塑料，具有材料如丙烯腈、丁二烯、苯乙烯（ABS）的競爭。聚丙烯是相當經濟的。

### 熱性能
聚丙烯的熔點發生在一個範圍內，因此，熔點是通過找到一個差示掃描量熱圖的最高溫度來決定。完美等規聚丙烯具有171℃的熔點。商業規聚丙烯具有範圍從160至166℃，這取決於無規立構材料和結晶的熔點。間同立構聚丙烯與30％的結晶度為130℃的熔點。當環境溫度低於0℃，聚丙烯會變脆。

### 老化問題
PP是安全的食品容器用塑膠，但若老化就不安全，例如臺灣就有熱水器內PP塑膠老化的先例。由于侧甲基连接的主碳链骨架碳原子是一级碳原子，使PP更易受氧攻击而氧化，且在铜的作用下降解速率急剧减小。

## 回收及循環再利用

資源回收再利用：塑膠分類標誌中，PP代碼是5。塑料本體底部或包裝上須列明，以便消費者及回收商能分類妥當。

## 分类
根据支链原子的位置，聚丙烯可以分为无规立构，等规立构，间规立构。

### 无规立构
无规立构的聚丙烯的支链原子无规则分布于主链的两侧，其结构如图所示。

### 等规立构
等规立构的聚丙烯支链原子分布在主链的同一侧，其结构如图所示。

### 间规立构
间规立构的聚丙烯支链原子间隔对称分布在主链两侧，其结构如图所示。
商品聚丙烯通常为89%以上的等规立构和少量无规立构的混合体。

## 历史
1954年，居里奥·纳塔（Giulio Natta）合成了聚丙烯。随后在不同的国家和地区不同的聚丙烯合成技术被多次“发明”。大量的知识产权官司同聚丙烯的发展史纏在一起。

## 生产与应用

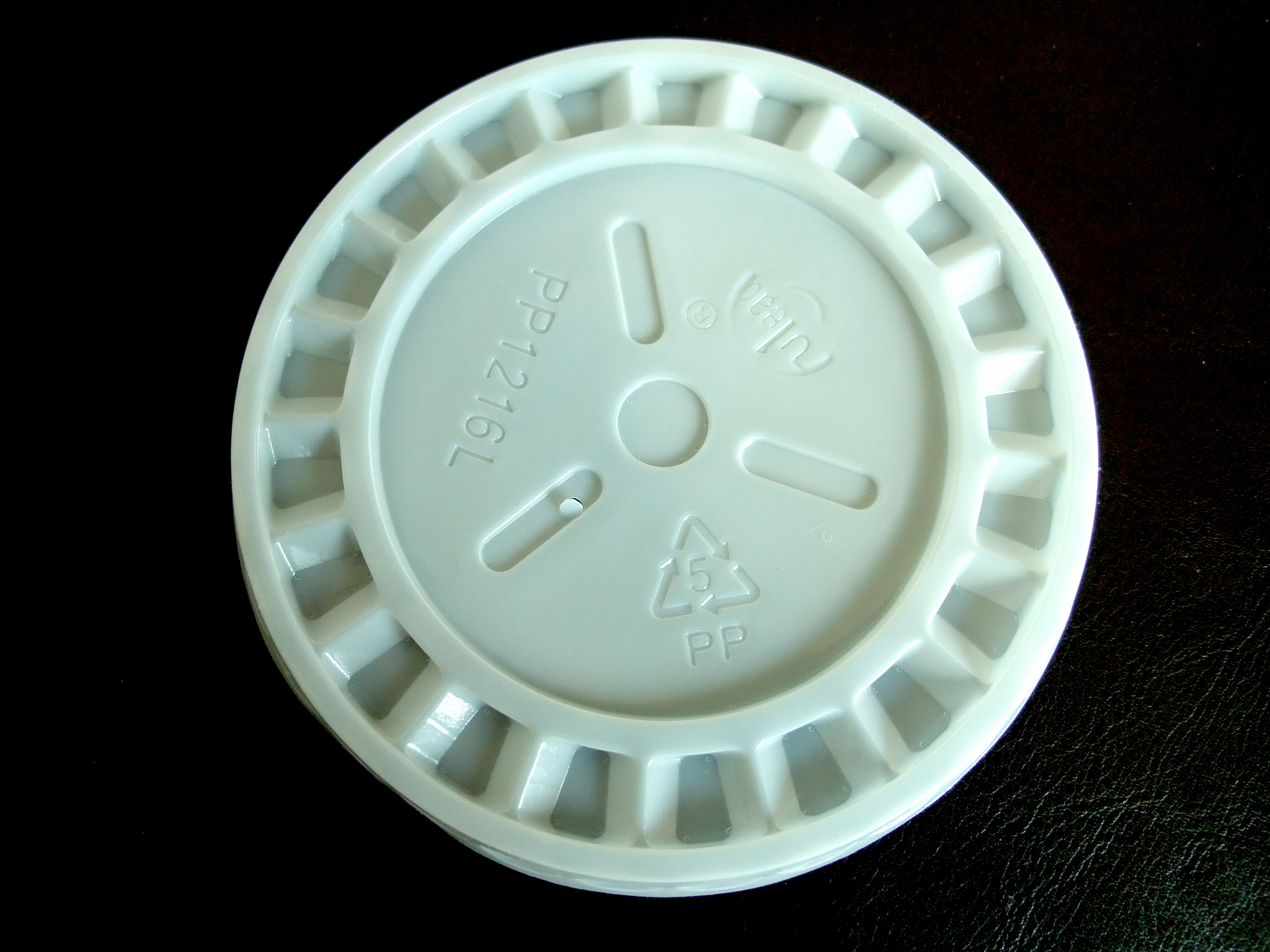
一個用聚丙烯為原料的即棄食物容器蓋子

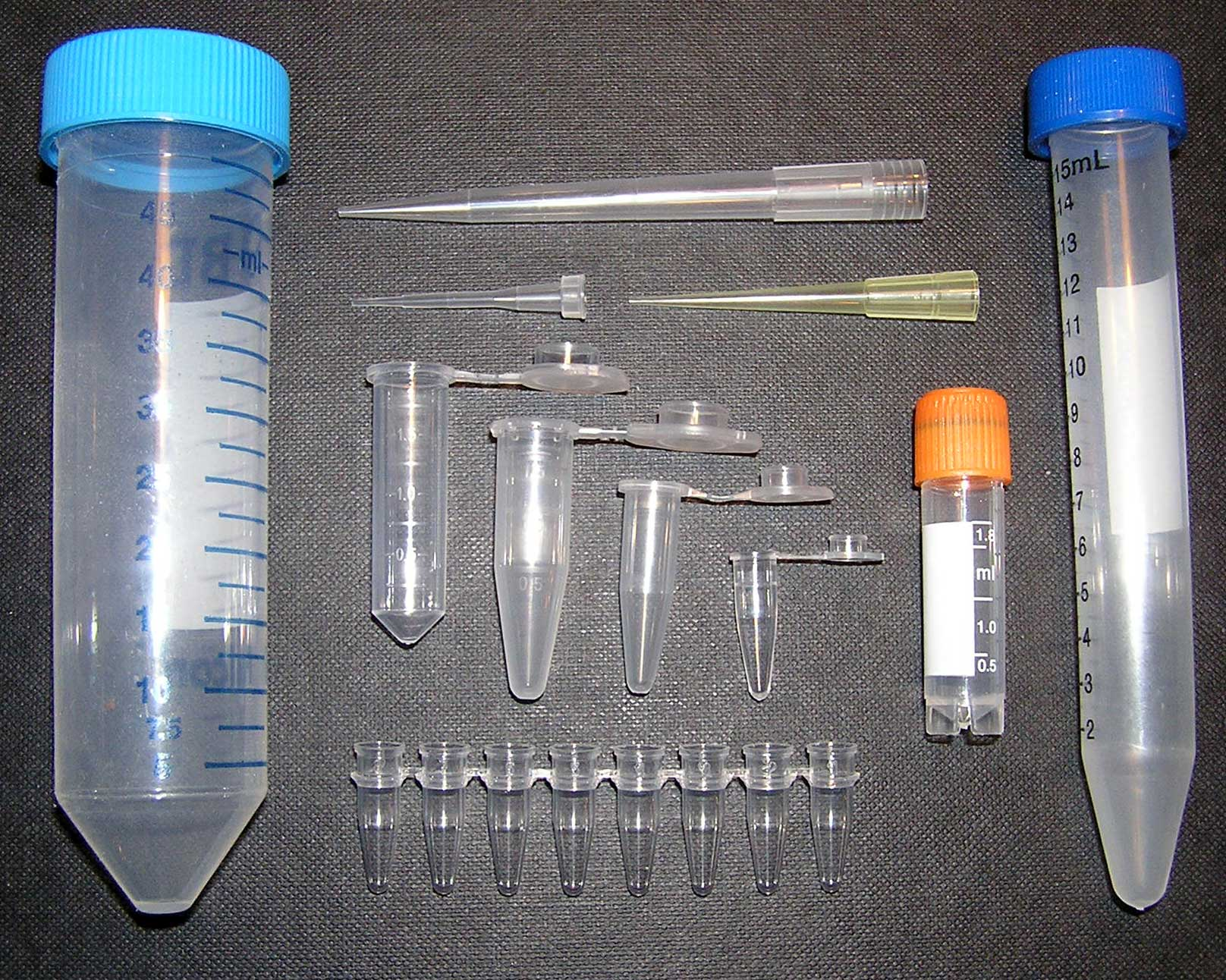
實驗室用的聚丙烯物品，藍色和橙色瓶蓋不是由聚丙烯製成。

PP（Polypropylene）聚丙烯：
- PP熔點高達167℃，耐熱，製品可用蒸氣消毒是其特點。
- 以PP製瓶的，最常見的是豆漿、米漿瓶，還有用來裝100％純果汁、優酪乳、果汁飲料、乳製品（如布丁）等，
- 較大的盛器，像水桶、垃圾桶、洗衣槽、籮筐、籃子等等多是以PP做成。
- 近年來亦大量使用於製成免洗餐具（例如供餐飲業者裝填食品使用、手搖飲料店所用之盛裝容器）
- 該材質容器係屬不透明或半透明容器，具備有耐酸鹼、耐化學物質、耐碰撞及耐高溫（約-20℃~120℃）等優點。

### 雙向拉伸聚丙烯
當聚丙烯膜同時在機器方向和橫跨機器方向被擠出，則稱為雙向拉伸聚丙烯(Biaxially oriented polypropylene, BOPP)。
Bopp薄膜進行雙向拉伸有幾個目的：
1.提升尺寸穩定性
2.提升機械性質
3.提升光澤度
4.提升透明度
5.提升阻氣性
延伸後的高分子，可以使高分子拉伸方向規則排列， 
產生高度的「配向」，提升材料密度與薄膜強度， 
讓機械性質變好，阻氣性增加，表面的光澤度、透明性也會增加。
雙軸取向增加強度和清晰度。 BOPP被廣泛地用作包裝的產品，如快餐食品，生鮮產品和糖果的包裝材料。這是很容易的外套，印刷和層壓，得到用作包裝材料所要求的外觀和性能。這個過程通常稱為轉換。這是在其中的分條機成包裝機使用更小的縫卷大卷正常生產。
市场上绝大多数微波炉专用塑料容器是聚丙烯材質，这是因为它的耐热且化学稳定性比较高。在食品方面的应用超过其他任何塑料，除了容器，还有软包装中的BOPP膜，香烟盒的最外层薄膜便是这种塑料。此外，目前的新建社區通常使用的家用水管推荐或强制使用PPR管，同样也是聚丙烯材料，除了安全性考虑以外，还因为它具有热熔的特点，易于加工。聚丙烯工业也可衡量一个国家的产业水準。

## 塑化劑
絕大多數的塑膠製品或多或少添加塑化劑、雙酚A。但聚丙烯並無此問題。
抑或是使用其他替代品，如玻璃、不鏽鋼、陶瓷、矽膠。
據了解大多的酚甲烷BPAfree可能採用其他添加物，如雙酚S
在生活上，盛裝冷熱水的水壺，奶瓶，除了聚丙烯尚有
- 聚碳酸酯(PC)
- Tritan(共聚聚酯塑膠): 是由美國伊士曼化學所研發。標榜不含雙酚A[2]
- PCTG塑膠（聚對苯二甲酸環己烷二甲酯），是一種新興的塑膠，不含雙酚A，依照用途耐熱度也有不同。由PET改進而來。

超商的咖啡蓋，雖然也是聚丙烯所製成。但不提供重複使用的保證。
或者是選用食品接觸級的聚丙烯。
如真有疑慮，應洽詢專家或醫師建議。

## 合成纤维
聚丙烯纤维称为丙纶，是一种合成纤维。其生产工艺简单，价格相比合成纤维低廉。丙纶质轻，吸湿性差，能浮在水面上。因此用来制造渔网。同等质量下，其强度相当于聚酯，因此用于制造绳索等。在一些地震高发地带，聚丙烯纤维在造桥和造房之前被加到土壤中增加土壤的强度。

## 特殊型號
- YS-HC8322：食品容器方盒，是由食品級PP材質製成。